# Puente Viejo (Talavera de la Reina)
El puente Viejo, o puente de Santa Catalina, conocido popularmente como Puente de los mil remiendos, es un puente sobre el río Tajo ubicado en la ciudad española de Talavera de la Reina, en la provincia de Toledo, comunidad autónoma de Castilla-La Mancha. De origen medieval, una gran parte de sus ojos son diferentes entre sí, fruto de las sucesivas reformas constructivas que han ido modificando el puente. Cuenta con el estatus de bien de interés cultural.

## Historia
La obra medieval del Puente Viejo tiene sus orígenes en una estructura anterior de época romana, cuya obra fue parcialmente reaprovechada como cimentación de las primeras pilas en el margen septentrional. La documentación bajomedieval registra la existencia de la Puerta del Río, principal acceso a la ciudad por el sur y que comunicaba con este puente.
La referencia documental más antigua del puente data de 1227, cuando el rey Fernando III ordena controlar el trasiego comercial en los puentes del Tajo. Hacia la primera mitad del siglo XV el puente se encontraba en estado ruinoso por lo que el Concejo inició un programa de reformas que, tomando como base lo recaudado a través del pontazgo, permitía acometer las obras de mantenimiento de la infraestructura. Más adelante el Concejo talaverano recurriría a las sisas y derramas extraordinarias para hacer frente a las obras, estando bien documentadas las dos acaecidas entre 1450 y 1459.
Es casi segura la participación en la obra del arzobispo y señor de la villa, Pedro González de Mendoza, quien figuró como mecenas en numerosas obras en el arzobispado de Toledo. El prelado dejó testimonio de su actuación a través de la instalación de un epígrafe y su escudo heráldico en el arco que hace el quiebro, lo que sirvió para apodarlo como “Arco de las armas”. Según Antonio Ponz, en 1773 aún podía leerse: “Petrus de Mendoza / Cardenaus Hispan me Archiepi Toletan. A. MCCCC...”.
La adscripción de las obras se sitúa en 1483 o 1490 según unos u otros investigadores. Pese a la envergadura de las obras ejecutadas, a partir de las constantes referencias recogidas en los libros de acuerdos del concejo, se conoce que el deterioro del puente siguió produciéndose, fenómeno que se irá repitiendo a lo largo de la historia de la infraestructura. Por ejemplo, las avenidas que tuvieron lugar en los inviernos de 1625 y 1626 debieron ser nefastas, ya que ocasionaron “...la quiebra de los puentes nueua y de alberche...”, lo que llevó al ayuntamiento a adoptar medidas para su reconstrucción, seguida de una nueva reparación a mediados de la misma centuria.

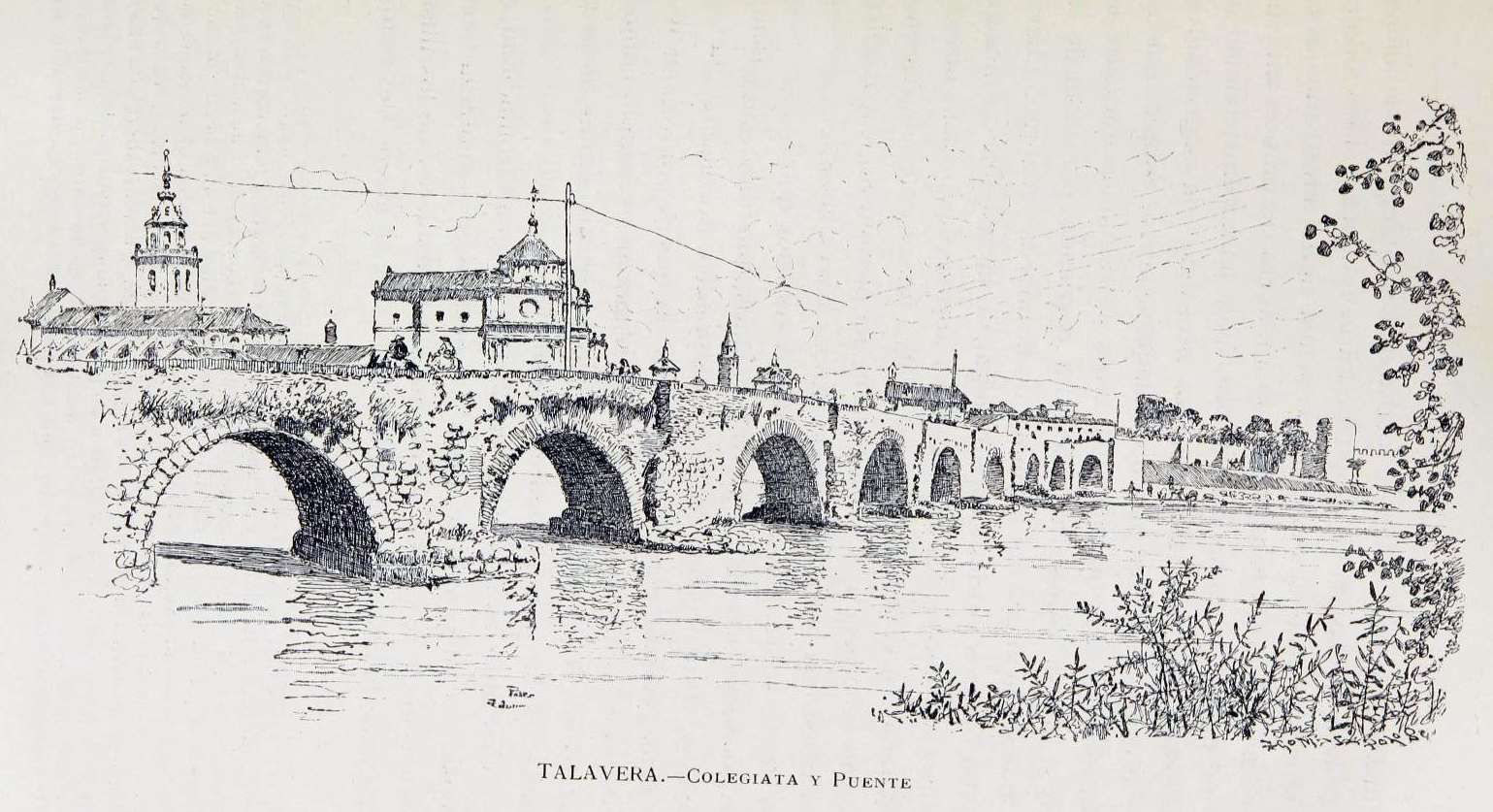
Vista del puente en España, sus monumentos y sus artes, su naturaleza e historia (1886)

La situación precaria de la infraestructura se perpetuaría en la Edad Contemporánea y el consistorio se vio forzado nuevamente a la reparación puntual de los tramos afectados por las avenidas de agua. Es decir, la imagen del puente con tablones salvando los ojos y el uso de barcas seguirá siendo la constante durante todo el siglo XIX. Así lo atestiguan los expedientes de reparación de los años 1815, 1829, 1835, 1841 o 1850 conservados en el archivo municipal talaverano y en los que también se da cuenta de las tensiones producidas a cuenta de quién debía sufragar los costes de las obras.
A lo largo del siglo XX el puente siguió sufriendo los problemas de las pasadas centurias. La construcción del puente de hierro se sumará a su progresiva ruina y falta de un debido mantenimiento. El puente se encontraba tan deteriorado que, en torno a la década de 1970, se optó por su corte al tránsito en su mitad septentrional. La consiguiente falta de mantenimiento de la infraestructura tendría consecuencias y en junio de 1994 se produjo el desprendimiento de una parte de la estructura que formaba parte de la esquina donde se produce el retranqueo del puente. A raíz del proyecto de ejecución de las obras de ordenación hidráulica del río Tajo entre Bolarque y Talavera, tramo Talavera de la Reina, fue posible poner en marcha una serie de acciones destinadas a su acondicionamiento y puesta en uso para peatones y ciclistas. Para ello, se hacían precisas tareas de limpieza, demolición, construcción y consolidación de pilas y tajamares. Para hacer nuevamente transitable el puente se propuso dar continuidad al tablero mediante tableros de hormigón armado que salvan los vanos derruidos apoyándose en las pilas contiguas. De igual modo, se optó por instalar una barandilla interior respecto a los tramos de pretil conservados y la iluminación fue englobada en el pasamanos a su misma cota. Otras acciones desarrolladas consistieron en la eliminación de las fábricas de ladrillo de gafa y el antiguo pavimento de aglomerado.
Sede su construcción a finales del siglo XV el puente ha sufrido numerosas deterioros y derrumbes, en un documento de 1625 ya consta que "el puente quebró por avenidas de agua" y en documentos gráficos del siglo XIX es habitual ver tablones puestos sobre los ojos derrumbados para mantener el servicio. Constan expedientes de reparación del puente en los años 1815, 1829, 1835, 1841 y 1850. En los años 1970 se cerró debido a su deterioro y en 1994 se derrumbó una parte del puente que fue reconstruida con ladrillos. El 23 de marzo de 2025, una crecida del río causada por la borrasca Martinho derribó la parte del puente reconstruida.

## Descripción
El resultado de las reconstrucciones de las que ha sido testigo, tal y como lo menciona C. Pacheco, ha convertido al puente en un mosaico de diferentes tipos de obras. En este sentido, Ángel Ballesteros lo llegó a denominar como «Puente de los remiendos». Otras denominaciones son «Puente Romano» o «Puente de Santa Catalina». Existen particularidades que caracterizan de forma singular al Puente Viejo. Pese a ser un puente de origen medieval, el aspecto que hoy se conoce sin embargo poco tiene que ver con su aspecto original.

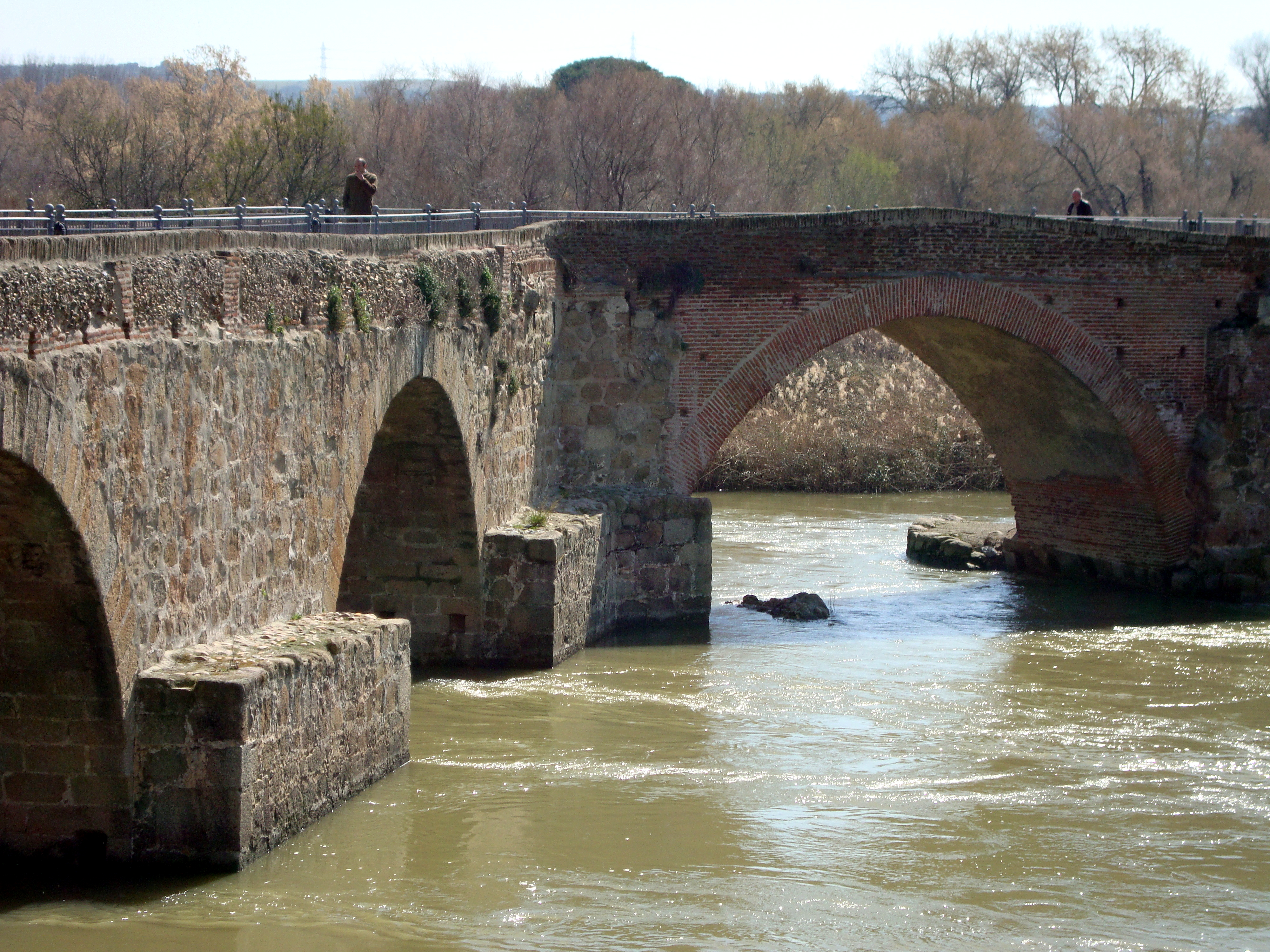
Tres de los ojos del puente

Una gran parte de sus ojos son diferentes entre sí, fruto de las sucesivas reformas constructivas que fueron moldeando el puente de forma irregular. Sus formas se engloban en varios tipos: medio punto, otros dos no llegan a la media circunferencia, otros presentan cierto alzado peraltado y otros de perfil apuntado. Por las formas de estos ojos podemos deducir que los arcos apuntados corresponden al periodo gótico-pleno medieval, los de medio punto están más asociados al Renacimiento-Baja Edad Media, mientras que el empleo de arcos rebajados o escarzanos, está vinculado al periodo bajomedieval-moderno. Por su parte, el empleo de pilares con pasarelas en el sector sur es de época contemporánea. En otro orden, la aplicación de pontones y entablados de madera fue un fenómeno habitual del cual tenemos constancia documental desde el siglo XV hasta el XX. La noticia más antigua en relación con el número original de arcos que pudo llegar a albergar el puente es obra de J. Münzer, quien en 1493 afirmaba que el puente estaba dotado de 22 arcos. Por su parte, García Fernández indica que contaba con 23 arcos. Al respecto, César Pacheco plantea que el autor pudo contabilizar aquellas arcadas que servían como aliviaderos o que incluyera varios vanos salvados por pontones de madera, los cuales pueden apreciarse en la ilustración panorámica de Anton van den Wyngaerde. Es presumible que el número de arcos haya variado a lo largo del tiempo. En el caso de los arcos medievales asociados a los siglos XIII y XIV, una vez se derrumbaron con motivo de las avenidas del río, se optó por reducir su luz, llegando a construir dos arcos donde originalmente había uno. Esta circunstancia se intuye en aquellos puntos donde las pilas no guardan relación con las pilas medievales reseñadas. Por su parte, César Pacheco plantea un total de 30 ojos en un puente cuya longitud alcanza los 520 m y cuya anchura media es de unos 4,6 m.
La inspección visual del puente parece indicar que los tramos más antiguos conservados del puente medieval se encuentran en el entorno de la antigua fábrica de luz. En este tramo se aprecia una fábrica de sillería de buena factura, destacando la labor de cantería en las roscas y bóvedas de los arcos. Por su parte, la fábrica de sillarejo es empleada en los tímpanos, donde se aprecian juntas irregulares y peor ejecutadas. El patrón seguido en la edilicia de esta zona es semejante al empleado en otros puentes de época medieval. Es decir, el uso del arco apuntado de dos centros, la colocación de arcos de aliviadero encima de las pilas y el diseño triangular tanto en el tajamar como en el espolón. A partir del siglo XVII el empleo del ladrillo de tejar será generalizado en las diferentes actuaciones que se irán desarrollando en siglos posteriores. Por su parte, los materiales empleados durante la primera mitad del siglo XX están caracterizados por el uso de ladrillo de gafa, el mortero de cemento y la instalación de vigas metálicas entre los vanos de las pilas para soportar el tablero. De igual modo, se ejecutaron pretiles y pasamanos metálicos. Por último, a lo largo de la infraestructura aparecen numerosos signos lapidarios, grafías que pueden interpretarse como marcas de canteros y marcas utilitarias. La mayoría de los motivos están distribuidos en torno al intradós de los arcos, aunque también han sido localizados en algunos de los estribos.

## Estatus patrimonial
En febrero de 2021 se incoó expediente para su declaración como Bien de Interés Cultural. El 25 de mayo de ese mismo año fue declarado finalmente Bien de Interés Cultural, con la categoría de Monumento, mediante un acuerdo publicado el día 28 de ese mismo mes en el Diario Oficial de Castilla-La Mancha.